# Charles Edward Mudie
Charles Edward Mudie (Chelsea, 18 ottobre 1818 – 28 ottobre 1890) è stato un editore inglese. Figlio di un giornalaio e venditore di libri di seconda mano ha iniziato la sua attività nel 1840 aprendo una cartoleria e rivendita di libri a Bloomsbury. È stato il primo editore inglese di James Russell Lowell e di Emerson, ma è famoso soprattutto per aver fondato la "Mudie's Lending Library".
Nel 1842 ha l'idea di prestare libri dietro il pagamento di un abbonamento annuale di una ghinea, che dava diritto a prelevare un romanzo alla volta presso la sua rivendita. La cosa si rivela un tale successo che nel 1852 Mudie trasferisce la sua "Select Library" in una sede più grande in New Oxford Street a Londra fondando la società "Mudie's". Il prezzo dei romanzi nell'epoca vittoriana era infatti tale che la maggior parte delle persone della classe media non poteva permettersi di acquistarne, così le biblioteche che prestavano libri come la "Mudie's" ebbero una grande influenza sugli editori e sugli autori. L'incremento delle pubblicazioni dei "romanzi in tre volumi" tipici del periodo può essere direttamente attribuita a questa influenza, e il rifiuto di Mudie di distribuire libri "immorali" come ad esempio ""A Modern Lover" (1883), "A Mummers Wife" (1885) e "A Drama in Muslin" (1886) di George Moore ha avuto un grande effetto sulla letteratura vittoriana.
Mudie è stato inoltre fondamentale per il successo di volumi scientifici: ha ad esempio prenotato 500 copie di "L'origine delle specie" di Charles Darwin prima ancora che venisse stampato.
Nel 1860 i locali di New Oxford Street vengono ulteriormente ampliati, e la società si espande in altre città inglesi come York, Manchester e Birmingham. Nel 1864 "Mudie's" diventa una Società per Azioni e da lì inizia il suo declino, causato principalmente dal crescente numero di biblioteche pubbliche finanziate direttamente dal governo inglese, che offrivano servizi simili a un prezzo ridotto.